# Алекс Морган
Алекс Морган  (англ. Alex Morgan; нар. 2 липня 1989) — американська футболістка, олімпійська чемпіонка,  чемпіонка світу у складі збірної США.

## Дитинство
Алекс Морган народилася 2 липня 1989 року у сім'ї Памели і Майкла Морган. Алекс стала третьою і молодшою дитиною в сім'ї - у неї дві сестри: Джені і Джері. Дитинство Морган пройшло в Даймонд-Барі, місті в окрузі Лос-Анджелес. У 18 років почала грати в команді «Сайпрес Еліт», у складі якої виграла Coast Soccer League серед команд не старше 16 років. Морган навчалася у середній школі Даймонд-Бара та грала за шкільну футбольну команду. Вона тричі потрапляла до символічних збірних чемпіонату штату та країни за версією Національної асоціації футбольних тренерів США.

## Виступи в Європі
У грудні 2016-го року 27-річна Алекс Морган на правах оренди перейшла на півроку до французького клубу «Ліон». Цей час приніс американській гравчині найбільщі перемоги у клубній кар'єрі. Коли Морган поверталась з оренди до США, в її активі вже були золоті медалі чемпіонату Франції, кубок Франції та кубок Ліги чемпіонів УЄФА. 
12 вересня 2020 року під час пандемії коронавірусу Морган отримала дозвіл на роботу у Великій Британії від жіночої Суперліги футбольної асоціації Англії. Контракт був розрахований на півроку з можливістю продовження такого ж періоду до травня 2021 року. Не граюча з серпня 2019 року і народивша дитину в травні 2020 року, Морган намагалась як швидше відновити свою форму.
Дебютувала за «Тоттенгем Готспур» американка 7 листопада 2020 року, вийшовши  на 69-й хвилині на заміну в матчі проти  «Редінгу» (1:1). 14 листопада Морган вперше вийшла у стартовому складі «Шпор». Зігравши 45 хвилин проти «Брістоль Сіті» (2:2), американка була замінена у перерві. У своєму третьому матчі Алекс Морган зіграла проти «Арсеналу» в груповому етапі Кубка Ліги, вийшовши на заміну в перерві. Той матч закінчився внічию 2:2. В серії пенальті  Морган стала єдиним гравцем, який не реалізував пенальті. Свій перший гол за клуб вона забила 6 грудня 2020 року з пенальті у переможному матчі над «Брайтон енд Хоув Альбіон». 21 грудня «Тоттенхем Готспур» оголосив, про те, що Морган розриває контракт із клубом і повертається до США.

## Виступи за збірну
2007 року Морган отримала виклик до молодіжної збірної США, але незабаром у тренувальному матчі з чоловічою юніорською збірною вона отримала травму — розрив хрестоподібних зв'язок правого коліна. Через це Алекс не викликалася до молодіжної збірної до квітня 2008 року. Дебют Морган у збірній відбувся на молодіжному Кубку КОНКАКАФ, а перший гол на міжнародному рівні був забитий у ворота збірної Куби. У тому ж році Морган виступала в Чилі на молодіжному чемпіонаті світу, забивши чотири голи у ворота збірних Франції, Аргентини та КНДР, причому її четвертий гол став переможним у фіналі, що зробив  збірну США чемпіоноками світу.
Дебют Морган в основній збірній відбувся у березні 2010 року, вона вийшла на заміну в матчі проти збірної Мексики. У жовтні 2010 року Морган забила свій перший гол за національну команду, зрівнявши рахунок у матчі з Китаєм. Незабаром Алекс Морган взяла участь у своєму першому міжнародному турнірі на дорослому рівні — Золотому кубку КОНКАКАФ, який також служив відбірним турніром до Чемпіонату Світу 2011 року. Американки посіли лише третє місце та були змушені грати стикові матчі з представницями зони УЄФА, збірної Італії. Морган забила переможний м'яч у гостьовій зустрічі (1:0) та допомогла американкам вийти на чемпіонат світу.
9 травня 2011 року тренер збірної США Піа Сундхаге оголосила склад команди на Чемпіонат Світу, Морган стала наймолодшим гравцем у заявці. Алекс зіграла у п'яти матчах турніру, усі п'ять разів виходячи на заміну. Свій перший гол на чемпіонаті світу вона забила у півфіналі в ворота збірній Франції (3:1), а в фіналі на її рахунку гол та результативна передача. Той фінальний матч закінчився внічию (2:2), а в серії пенальті перемогу здобула збірна Японії, американки здобули срібні медалі. 
У матчі відкриття Олімпійських ігор 2012 року Алекс забила два голи, принісши своїй збірній перемогу над збірною Франції. Ще один м'яч Морган забила в півфіналі, на 123-й хвилині додаткового часу, принісши американкам перемогу у важкому матчі з Канадою (4:3). У фіналі з командою Японії на рахунку нападаючої гольовий пас. Той матч збірна США виграла з рахунком 2:1 та отримала золоті медалі Олімпійських ігор.
На Чемпіонаті Світу-2019, який проходив у Франції, Алекс Морган у першому матчі збірної США проти Таїланду забила п'ять м'ячів, загалом в той грі американки забили тринадціять м'ячів. У півфінальному матчі проти Англії Морган забила переможний гол та вивела свою команду у фінал, де в грі проти збірної Нідерландів американська збірна здобула чергове золото мундіалю. 
В першому турі Чемпіонату Світу-2023 Морган не реалізувала пенальті у ворота В'єтнаму. В інших матчах на цьому турнірі також жодного голу американка не змогла забити, а збірна США вперше в історії припинила свої виступи на ранній стадії плей-оф в 1/8 фіналу.

## Досягнення
Збірна США
- Чемпіон світу : 
  -  Чемпіон (2):  2015,  2019
  -  Срібло (1):  2011
- Олімпійскі ігри: 
  -  Золото (1): 2012
  -  Бронза (1): 2020

«Олімпік Ліон» :
- Чемпіонат Франції : 
  -  Чемпіон (1): 2017
- Кубок Франції : 
  -  Володар (1): 2017
- Ліга чемпіонів УЄФА:
  -  Переможець (1): 2017

«Нью-Йорк Флеш» :
- Women’s Professional Soccer : 
  -  Чемпіон (1): 2011

«Портланд Торнс» :
- National Women's Soccer League : 
  -  Чемпіон (1): 2013

## Особисте життя і громадська діяльність
З грудня 2013 року Алекс Морган була заручена з футболістом «Х'юстон Динамо» Сервандо Карраско. 31 грудня 2014 року пара одружилася. 23 жовтня 2019 року стало відомо, що подружжя очікує на появу доньки.
Алекс Морган неодноразово визнавали найкрасивішою футболісткою світу за версіями різних видань. Морган має велику кількість рекламних контрактів, включаючи співпрацю з такими фірмами як Nike, Panasonic, Coca Cola, Bank of America та Bridgestone. Футболістка з'являлася на обкладинках журналів Sports Illustrated.